# Speculum (rivista)
Speculum: A Journal of Medieval Studies è una rivista accademica trimestrale pubblicata dalla University of Chicago Press per conto della Medieval Academy of America. È stato fondato nel 1926 e riguarda gli studi medievali. L'obiettivo principale della rivista è il periodo compreso tra il 500 e il 1500 nell'Europa occidentale, ma affronta anche argomenti correlati come studi bizantini, ebraici, arabi, armeni e slavi. A partire dal 2016, la capo redattrice è Sarah Spence.
L'organizzazione e la sua rivista furono proposte per la prima volta nel 1921 in una riunione della Modern Language Association e il focus della rivista fu interdisciplinare sin dall'inizio,.